# 장모는 무서워
《장모는 무서워》은 MBC에서 2003년 6월 6일에 방영된 베스트극장이다.

## 줄거리
대학 시간강사인 진성(손현주)과 의류디자이너인 윤주(윤유선) 부부는 큰집에 혼자 살게 된 어머니 귀례의 집 2층으로 전세금을 내고 들어가 함께 살기로 한다. 진성은 결혼할 때부터 자신을 탐탁지 않게 여기던 장모에 대해 약간의 공포심이 있어 꺼려지지만, 윤주의 권유로 처가로 들어가게 된다. 고급 하이파이 오디오 매니아인 진성은 값비싼 오디오를 보유하고 있는데, 장모는 시간 강사의 빠듯한 월급으로 처지에 맞지 않는 고급오디오를 가지고 있는 것을 탐탁지 않게 여긴다. 귀례는 짐을 정리하는 첫날부터 진성의 희귀 카라얀 음반을 깨뜨리고, 한갓 낡은 조용필 레코드일 뿐인데 혼비백산하는 진성을 이해할 수 없다.
사실 윤주는 자산을 불릴 계획하에 일부를 투신사에 넣은 상태로 귀례에게 전세금을 다 주지 않았지만, 진성이 싫어할까 봐 전세금을 다 내고 들어온 것으로 속였다. 사실을 모르는 진성은 떳떳이 전세금 내고 들어온 집에서 눈치보고 살 필요 없다고 생각하여 장모에게 기를 눌리지 않으려고 노력한다. 귀례는 집안일을 진성에게 맡기고 외출하지만, 진성은 2층에서 고귀한 클래식 음악만 듣고 있을 뿐 집안일은 관심이 없다. 한편, 진성이 강의를 나간 사이에 귀례의 친구들이 놀러오고, 진성의 오디오 룸에서 뽕짝을 들으며 한바탕 난리를 피우게 된다. 강의에서 돌아온 진성을 이를 보고 혼비백산하고 친구들 앞에서 장모를 타박하면서 둘 사이엔 깊은 골이 생기기 시작한다.

## 등장 인물

### 주요 인물
- 손현주 : 진성 역
- 윤유선 : 윤주 역
- 선우용여 : 귀례 역 - 윤주의 어머니

### 그 외 인물
- 이자영
- 신신애
- 이영희
- 최돈규
- 김건호